# Patrice Lagisquet
Patrice Lagisquet (Arcachón, 4 de septiembre de 1962) es un exjugador y entrenador francés de rugby que se desempeñaba como wing.

## Carrera
Debutó en primera del Aviron Bayonnais en 1982 y jugó con ellos hasta 1992 cuando se marchó al Biarritz Olympique con el que se volvió profesional en 1995 con la llegada del profesionalismo y se retiró en 1997.[cita requerida]

## Selección nacional
Fue convocado por primera vez a Les Bleus en noviembre de 1983 y jugó con ellos hasta su retiro internacional en octubre de 1991. En total disputó 46 partidos y marcó 20 tries (80 puntos de aquel entonces).

### Participaciones en Copas del Mundo
| Mundial                       | Sede          | Resultado        | PJ | Tries |
| ----------------------------- | ------------- | ---------------- | -- | ----- |
| Copa Mundial de Rugby de 1987 | Nueva Zelanda | Subcampeón       | 5  | 4     |
| Copa Mundial de Rugby de 1991 | Inglaterra    | Cuartos de final | 1  | 0     |

## Entrenador
A su retiro asumió como nuevo entrenador su excompañero de selección Laurent Rodríguez quien le ofreció el puesto de entrenador de backs y aceptó. En 2003 Rodríguez se fue y Lagisquet se convirtió en el nuevo entrenador estando hasta 2008.[cita requerida]
Regresó para la temporada 2011-12 obteniendo la Copa Desafío, el primer título internacional del club. Al finalizar la temporada decidió aceptar la propuesta de Philippe Saint-André como su entrenador de backs en la selección francesa.[cita requerida]

## Palmarés
- Campeón del Torneo de las Cinco Naciones de 1987 con Grand Slam y 1989.

Entrenador:
- Campeón del Top 14 de 2004-05 y 2005-06.